# Energiestreit
Als Energiestreit, in speziellen Fällen auch Gasstreit oder Erdgasstreit, bezeichnen die europäischen Medien seit Ende 2005 die heftigen, über mehrere Jahre zunehmenden Preiskämpfe zwischen Russland und den im osteuropäischen Raum liegenden ehemaligen Sowjetrepubliken. Eine zusätzliche Schärfe in vorgenannten Disputen ist dem Umstand geschuldet, dass besagte Republiken meistens wichtige Transitländer für den Transport des Erdöls oder des Erdgases nach Westeuropa waren und diese Stellung mit Blockadedrohungen und ungenehmigten Abzapfungen in die Verhandlungswaagschale warfen. Seit dem Einfall Russlands in die Ukraine im Februar 2022 hat der Begriff des Energiestreits eine zusätzliche Dimension kriegerischer Auseinandersetzung erhalten, insofern als Antwort darauf die meisten Staaten der Europäischen Union sich mit der Ukraine solidarisiert haben, wodurch eine kritische Positionierung vieler europäischer Staaten Russland gegenüber dominant wurde.

## Energiekonflikte zwischen Russland und den Nachbarstaaten
„Osteuropäische Länder, die Staaten der ehemaligen Sowjetunion, wurden immer wieder mit Gasentzug politisch und ökonomisch erpresst, vorrangig die Ukraine, aber auch Belarussen, Georgier, Moldauer, Balten. Eine in Fachkreisen bekannte ältere Studie des Schweden Robert Larsson aus dem Jahr 2006 listete auf, dass die Moskauer Führung ihr Energiegeschäft zwischen 1991 und Anfang 2006 mehr als 55-mal als Druckmittel einsetzte, im Durchschnitt fast viermal pro Jahr. Mehr als 40-mal wurden Energielieferstopps verhängt.“
In der westeuropäischen Öffentlichkeit wahrgenommen wurden die folgenden Energiekonflikte zwischen Russland und den Nachbarrepubliken:
Ukraine
Ein russisch-ukrainischer Gasstreit erreichte seinen Höhepunkt im Januar 2009, als der russische Energiekonzern Gazprom die Gaslieferungen an die Ukraine und über die Ukraine nach Europa einstellte. Betroffen waren vor allem Tschechien, die Slowakei, Österreich und Rumänien. Alexander Medwedew, der Vize-Chef von Gazprom, warf den ukrainischen Handelspartnern Diebstahl von Gas vor. Die Ukraine argumentierte dagegen mit unangemeldeten Preissprüngen und ungeklärten Vertragsleistungen.
Zum Streit war es bereits im Jahre 2005 gekommen, als Gazprom die der Ukraine gewährten Subventionen auf Gas kündigte und damit den Erdgaspreis verdoppelte. Dabei wurde auch Westeuropa von zeitweiligen Liefer-Engpässen betroffen, insbesondere als eine längere Kältewelle erhöhte Gaslieferungen erforderte. Die 1994 gegen solche Fälle ausgehandelte Energiecharta hat Russland nicht ratifiziert. Im Laufe des Jahres 2006 wich die neue ukrainische Regierung unter dem prorussischen Ministerpräsidenten Wiktor Janukowytsch einem neuerlichen Streit aus und einigte sich diesmal schon früh mit Gazprom über den Preis für 2007: 130 Dollar (100 Euro) für 1.000 m³ Gas waren 40 Prozent mehr als 2006, aber nur die Hälfte des Gaspreises, den Russland von anderen ehemaligen Sowjetrepubliken verlangte.
Belarus
Im Dezember 2006 kulminierte der Gasstreit zwischen Gazprom und Belarus, als statt etwa 50 Dollar pro 1000 m³ 105 $ gefordert wurden. Gleichzeitig sollte Russlands westlicher Nachbarstaat 50 % der Anteile am Erdgas-Verteilersystem an den Energiekonzern abtreten. Anfang Januar stimmte Belarus zwar einem Gaspreis von 100 $ zu, forderte aber seinerseits aber eine Transitsteuer für die Weiterleitung von Energieträgern nach dem Westen. Russland lehnte dies ab und seine Betreibergesellschaft Transneft sperrte am 9. Januar 2007 vorübergehend die wichtige Erdölleitung Freundschaft – wovon vor allem Deutschland, Tschechien und Ungarn betroffen waren.
Ehemalige östliche Sowjetrepubliken
Zu Preisstreitigkeiten kam es auch mit zwei anderen Erdöllieferanten der ehemaligen Sowjetunion – mit den zentralasiatischen Staaten Usbekistan und Turkmenistan. Ende 2006 musste Tadschikistan bzw. seine Versorgerfirma Tajikgaz einem fast verdoppelten Preis für Erdgas aus Usbekistan zustimmen; das diesbezügliche Marktvolumen betrug 2007 insgesamt 700 Mill. Kubikmeter Gas für 70 Mill. Dollar (100 $ pro 1000 m³). Usbekistan war damals nach Russland und Turkmenistan der drittgrößte Erdgaslieferant der früheren Sowjet-Staaten.
Die Preisstreitigkeiten verschärften sich regelmäßig gegen Jahresende und wurden bisher zumeist durch stark erhöhte Preisforderungen seitens Russlands an seine östlichen und südlichen Nachbarländer ausgelöst, die als ehemalige Sowjetrepubliken früher zu relativ günstigen Energiepreisen beliefert worden waren. Die Konflikte von Ende 2005 und 2006 ließen auch in der Westhälfte Europas die Sorge über die Zuverlässigkeit der russischen bzw. sibirischen Erdöl- und Erdgaslieferungen wachsen, weil die russische Regierung sie oft mit der Androhung von Lieferboykotts und Ultimaten koppelte.
Die Wiederholung ähnlicher Liefer- und Preisstreitigkeiten zwang die Europäische Union mittelfristig dazu, sich zu einer gemeinsamen Energiepolitik gegenüber Osteuropa zusammen zu finden. 2006 bemühte sich u. a. Deutschland zu entsprechenden Schritten, die allerdings nur teilweise Erfolg hatten. Im Rahmen des EU-Ratsvorsitzes in der ersten Jahreshälfte 2007 sollten diese Bemühungen verstärkt werden, wurden allerdings durch wirtschaftliche Dispute zwischen Polen und Russland, die den EU-Russland-Gipfel vom November 2006 überschatteten, erschwert.
Nord-Stream-Pipelines
Russland lieferte Deutschland seit November 2011 durch die Nord-Stream-1-Pipeline Erdgas. Den vorherigen Transitstaaten entgingen seitdem Transitgebühren. Wegen einer angeblichen Ölleckage stellte Gazprom die Lieferung zuletzt ein.
Nord Stream 2 wurde gegen den Protest mitteleuropäischer Staaten (zum Beispiel Polen) gebaut. Das Genehmigungsverfahren für die Pipeline wurde jedoch im Zusammenhang mit dem russischen Aufmarsch gegen die Ukraine am 22. Februar 2022 von Deutschland gestoppt.

## Energiekonflikt 2022
Am 24. Februar 2022 begannen russische Streitkräfte auf Befehl von Staatspräsident Putin den Überfall auf die Ukraine.
Im Juni 2022 wurde die Gaslieferung über Nord Stream 1 gedrosselt und im Juli 2022 mit Verweis auf erforderliche Wartungsarbeiten die Kapazitäten von Nord Stream 1 zeitweise ausgesetzt. Eine Turbine wurde in Kanada gewartet und nach Deutschland verbracht; Gazprom verringerte derweil die Liefermenge wegen angeblich nötiger weiterer Wartungsarbeiten auf 20 % des Üblichen. Anfang August erklärte die deutsche Bundesregierung, alle für die ausbleibenden Gaslieferungen von Nord Stream 1 vorgebrachten technischen Gründe seien „nicht auf einer Faktenbasis nachvollziehbar“. Bundeskanzler Olaf Scholz erklärte, durch die Lieferung der Turbine habe man „Putins Bluff auffliegen lassen“.
Nachdem Ende August 2022 die Gaslieferung über Nord Stream 1 zunächst wegen angeblicher neuerlicher Wartungsarbeiten, dann wegen eines Ölaustritts unterbunden worden war, warf die Europäische Kommission Gazprom vor, den Gasfluss über die Ostseepipeline Nord Stream 1 wegen falscher Vorwände aufzuhalten.
Siemens Energy beschrieb dazu den Vorgang wie folgt: Zu der Anlage in Portowaja „gehören sechs große Turbinen, von denen für 100 Prozent Gasfluss fünf laufen müssen. Und es gibt Ersatzturbinen, die eingebaut werden können, wenn jeweils eine Turbine von uns routinemäßig in Kanada gewartet wird.“ Die gewartete Turbine liegt noch in Mühlheim fest, da es keinen Auftrag von Gazprom zur Auslieferung gibt. Dennoch hätte der Gasfluss mit den dort vorhandenen fünf Turbinen laufen können. Hier wurde dann ein Problem an einer in der Anlage befindlichen Turbine vorgeschoben: Doch „Verwendungsspuren wie das angebliche Ölleck werden normalerweise im Zuge der Wartung vor Ort behoben. Aber: Wir haben von Gazprom dafür bisher [1. Oktober 2022] keinen Auftrag erhalten.“
Am 26. September 2022 kam es zum Anschlag auf die Nord-Stream-Pipelines, in deren Folge große Lecks in den Leitungen entstanden. Offiziellen Vermutungen zufolge handelte es sich dabei um einen gezielten Anschlag.